# Andriej Aszczew
Andriej Wiktorowicz Aszczew (ros. Андрей Викторович Ащев; ur. 10 maja 1983 w Budionnowsku) – rosyjski siatkarz, grający na pozycji środkowego.

## Sukcesy reprezentacyjne
| Osiągnięcie                      | Trofeum | Rok        |
| Mistrzostwa Europy Juniorów      | złoto   | 2001       |
| Puchar Świata                    | złoto   | 2011       |
| Liga Światowa                    | złoto   | 2013       |
| Mistrzostwa Europy               | złoto   | 2013, 2017 |
| Puchar Wielkich Mistrzów         | srebro  | 2013       |
| Memoriał Huberta Jerzego Wagnera | brąz    | 2017       |

## Sukcesy klubowe
| Osiągnięcie                | Trofeum               | Sezon                                                                                |
| Mistrzostwo Rosji          | złoto · srebro · brąz | 2014/2015, 2015/2016, 2016/2017 2001/2002, 2003/2004, 2012/2013, 2017/2018 2011/2012 |
| Puchar Rosji               | złoto                 | 2010, 2011, 2014, 2015, 2016                                                         |
| Puchar Challenge           | srebro                | 2012/2013                                                                            |
| Liga Mistrzów              | złoto                 | 2014/2015, 2015/2016, 2016/2017                                                      |
| Klubowe Mistrzostwa Świata | srebro                | 2015, 2016                                                                           |
| Superpuchar Rosji          | złoto                 | 2015, 2016                                                                           |

## Nagrody indywidualne
- 2001 - MVP Mistrzostw Europy Kadetów